# 奧列尼夫卡 (卡緬涅茨-波多利斯基區)
48°41′30″N 26°38′55″E / 48.69167°N 26.64861°E
奧列尼夫卡（烏克蘭語：Оленівка），是烏克蘭的村落，位於該國西部赫梅利尼茨基州，由卡緬涅茨-波多利斯基區負責管轄，始建於1923年，面積0.89平方公里，2001年人口447，人口密度每平方公里502.3人。